# Nigérie na Letních olympijských hrách 1964
Nigérie se účastnil Letní olympiády 1964 v japonském Tokiu. Zastupovalo ho 18 sportovců (16 mužů a 2 ženy) ve 2 sportech.

## Medailisté
| Medaile | Jméno          | Sport | Soutěž                        |
| ------- | -------------- | ----- | ----------------------------- |
| Bronz   | Nojim Maiyegun | Box   | muži váha lehkotěžká do 71 kg |